# Tour de Catalogne 1991
Le Tour de Catalogne 1991 est la 71e édition du Tour de Catalogne, une course cycliste par étapes en Espagne. L’épreuve se déroule sur 7 étapes du 6 au 12 septembre 1991 sur un total de 877,3 km. Le vainqueur final est l'Espagnol Miguel Induráin de l’équipe Banesto, devant Pedro Delgado et Alex Zülle.

## Étapes
| Étape | Date         | Parcours                    | km    | Vainqueur d’étape              | Leader du classement général |
| ----- | ------------ | --------------------------- | ----- | ------------------------------ | ---------------------------- |
| 1     | 6 septembre  | Manresa – Manresa (clm/éq)  | 17,0  | ONCE (ESP)                     | Marino Lejarreta (ESP)       |
| 2     | 7 septembre  | Manresa – Platja d'Aro      | 181,0 | Mathieu Hermans (NED)          | Marino Lejarreta (ESP)       |
| 3a    | 8 septembre  | Blanes – Barcelone          | 81,5  | Maurizio Fondriest (ITA)       | Marino Lejarreta (ESP)       |
| 3b    | 8 septembre  | Barcelone – Rubí            | 76,0  | Maurizio Fondriest (ITA)       | Maurizio Fondriest (ITA)     |
| 4     | 9 septembre  | Rubí - Mollerussa           | 172,2 | Alfonso Gutiérrez (ESP)        | Maurizio Fondriest (ITA)     |
| 5     | 10 septembre | Tarragone - Tarragone (clm) | 25,2  | Miguel Induráin (ESP)          | Miguel Induráin (ESP)        |
| 6     | 11 septembre | Salou – Mont Caro           | 158,2 | Lucho Herrera (COL)            | Miguel Induráin (ESP)        |
| 7     | 12 septembre | Tortosa – Tortosa           | 166,2 | Djamolidine Abdoujaparov (URS) | Miguel Induráin (ESP)        |

### 1reétape[1]
06-09-1991: Manresa, 17,0 km (clm/éq):
|   | Équipe    | Temps       |
| - | --------- | ----------- |
| 1 | ONCE      | 19 min 16 s |
| 2 | Panasonic | + 1 s       |
| 3 | Kelme     | + 4 s       |

|   | Cycliste               | Équipe | Temps       |
| - | ---------------------- | ------ | ----------- |
| 1 | Marino Lejarreta (ESP) | ONCE   | 19 min 16 s |
| 2 | Melcior Mauri (ESP)    | ONCE   | m.t.        |
| 3 | Stephen Hodge (AUS)    | ONCE   | m.t.        |

### 2eétape[2]
07-09-1991: Manresa – Platja d'Aro, 181,0 km :
|   | Cycliste              | Équipe        | Temps           |
| - | --------------------- | ------------- | --------------- |
| 1 | Mathieu Hermans (NED) | Lotus-Festina | 4 h 42 min 18 s |
| 2 | Jesper Skibby (DEN)   | TVM           | m. t.           |
| 3 | Rudy Dhaenens (BEL)   | Panasonic     | m. t.           |

|   | Cycliste               | Équipe | Temps           |
| - | ---------------------- | ------ | --------------- |
| 1 | Marino Lejarreta (ESP) | ONCE   | 5 h 01 min 34 s |
| 2 | Melcior Mauri (ESP)    | ONCE   | m.t.            |
| 3 | Joan Llaneras (ESP)    | ONCE   | m.t.            |

### 3eétape A[3]
08-09-1991: Blanes – Barcelone, 81,5 km :
|   | Cycliste                 | Équipe        | Temps           |
| - | ------------------------ | ------------- | --------------- |
| 1 | Maurizio Fondriest (ITA) | Panasonic     | 2 h 00 min 46 s |
| 2 | Roberto Pagnin (ITA)     | Lotus-Festina | m. t.           |
| 3 | Gert-Jan Theunisse (NED) | TVM           | m. t.           |

|   | Cycliste               | Équipe | Temps           |
| - | ---------------------- | ------ | --------------- |
| 1 | Marino Lejarreta (ESP) | ONCE   | 7 h 02 min 20 s |
| 2 | Melcior Mauri (ESP)    | ONCE   | m.t.            |
| 3 | Stephen Hodge (AUS)    | ONCE   | m.t.            |

### 3eétape B[3]
08-09-1991: Barcelone - Rubí, 76,0 km :
|   | Cycliste                 | Équipe              | Temps           |
| - | ------------------------ | ------------------- | --------------- |
| 1 | Maurizio Fondriest (ITA) | Panasonic           | 1 h 43 min 13 s |
| 2 | Alfonso Gutiérrez (ESP)  | Paternina-Don Zoilo | + 1 s           |
| 3 | Malcolm Elliott (GBR)    | Seur                | + 2 s           |

|   | Cycliste                 | Équipe    | Temps           |
| - | ------------------------ | --------- | --------------- |
| 1 | Maurizio Fondriest (ITA) | Panasonic | 8 h 45 min 32 s |
| 2 | Rudy Dhaenens (BEL)      | Panasonic | + 1 s           |
| 3 | Marino Lejarreta (ESP)   | ONCE      | m.t.            |

### 4eétape[4]
09-09-1991: Rubí - Mollerussa, 172,2 km :
|   | Cycliste                | Équipe              | Temps           |
| - | ----------------------- | ------------------- | --------------- |
| 1 | Alfonso Gutiérrez (ESP) | Paternina-Don Zoilo | 4 h 05 min 30 s |
| 2 | Mathieu Hermans (NED)   | Lotus-Festina       | m. t.           |
| 3 | Jesper Skibby (DEN)     | TVM                 | m. t.           |

|   | Cycliste                 | Équipe    | Temps            |
| - | ------------------------ | --------- | ---------------- |
| 1 | Maurizio Fondriest (ITA) | Panasonic | 12 h 51 min 02 s |
| 2 | Rudy Dhaenens (BEL)      | Panasonic | + 1 s            |
| 3 | Marino Lejarreta (ESP)   | ONCE      | m.t.             |

### 5eétape[5]
10-09-1991: Tarragone, 25,2 km (clm):
|   | Cycliste                    | Équipe        | Temps       |
| - | --------------------------- | ------------- | ----------- |
| 1 | Miguel Indurain (ESP)       | Banesto       | 30 min 46 s |
| 2 | Dimitri Vassilichenko (URS) | Lotus-Festina | + 28 s      |
| 3 | Yuri Manuylov (URS)         | Lotus-Festina | + 43 s      |

|   | Cycliste              | Équipe        | Temps            |
| - | --------------------- | ------------- | ---------------- |
| 1 | Miguel Indurain (ESP) | Banesto       | 13 h 22 min 11 s |
| 2 | Yuri Manuylov (URS)   | Lotus-Festina | + 31 s           |
| 3 | Stephen Hodge (AUS)   | ONCE          | + 42 s           |

### 6eétape[6]
11-09-1992: Salou – Mont Caro, 158,2 km :
|   | Cycliste            | Équipe   | Temps           |
| - | ------------------- | -------- | --------------- |
| 1 | Lucho Herrera (COL) | Postobón | 4 h 16 min 16 s |
| 2 | Pedro Delgado (ESP) | Banesto  | + 12 s          |
| 3 | Piotr Ugrumov (URS) | Seur     | + 24 s          |

|   | Cycliste              | Équipe  | Temps            |
| - | --------------------- | ------- | ---------------- |
| 1 | Miguel Indurain (ESP) | Banesto | 17 h 38 min 54 s |
| 2 | Pedro Delgado (ESP)   | Banesto | + 1 min 00 s     |
| 3 | Alex Zülle (SUI)      | ONCE    | + 1 min 28 s     |

### 7eétape[7]
12-09-1991: Tortosa, 166,2 km :
|   | Cycliste                            | Équipe         | Temps         |
| - | ----------------------------------- | -------------- | ------------- |
| 1 | Djamolidine Abdoujaparov (URS)      | Carrera        | 4h 8 min 56 s |
| 2 | Mathieu Hermans (NED)               | Lotus-Festina  | m. t.         |
| 3 | Juan Carlos González Salvador (ESP) | Puertas Mavisa | m. t.         |

|   | Cycliste              | Équipe  | Temps            |
| - | --------------------- | ------- | ---------------- |
| 1 | Miguel Indurain (ESP) | Banesto | 21 h 35 min 56 s |
| 2 | Pedro Delgado (ESP)   | Banesto | + 1 min 00 s     |
| 3 | Alex Zülle (SUI)      | ONCE    | + 1 min 28 s     |

## Classement général
|    | Cycliste                 | Équipe          | Temps            |
| -- | ------------------------ | --------------- | ---------------- |
| 1  | Miguel Indurain (ESP)    | Banesto         | 21 h 35 min 56 s |
| 2  | Pedro Delgado (ESP)      | Banesto         | + 1 min 00 s     |
| 3  | Alex Zülle (SUI)         | ONCE            | + 1 min 28 s     |
| 4  | Álvaro Mejía (COL)       | Postobón        | + 1 min 32 s     |
| 5  | Piotr Ugrumov (URS)      | Seur            | + 1 min 36 s     |
| 6  | Stephen Hodge (AUS)      | ONCE            | + 1 min 42 s     |
| 7  | Federico Echave (ESP)    | Clas            | + 1 min 52 s     |
| 8  | Oliverio Rincón (COL)    | Kelme-Ibexpress | + 2 min 20 s     |
| 9  | Andrew Hampsten (USA)    | Motorola        | + 2 min 21 s     |
| 10 | Javier Murguialday (ESP) | Amaya           | + 2 min 25 s     |

## Classements annexes
|   | Cycliste            | Équipe   | Points    |
| - | ------------------- | -------- | --------- |
| 1 | Lucho Herrera (COL) | Postobón | 22 Points |
| 2 | Piotr Ugrumov (URS) | Seur     | 20 Points |
| 3 | Pedro Delgado (ESP) | Banesto  | 18 Points |

|   | Cycliste                    | Équipe         | Points    |
| - | --------------------------- | -------------- | --------- |
| 1 | Miguel Àngel Iglesias (ESP) | Puertas Mavisa | 13 Points |
| 2 | Antonio Esparza (ESP)       | Wigarma        | 10 Points |
| 3 | Joan Llaneras (ESP)         | ONCE           | 3 Points  |

|   | Cycliste                 | Équipe              | Points    |
| - | ------------------------ | ------------------- | --------- |
| 1 | Maurizio Fondriest (ITA) | Panasonic           | 82 Points |
| 2 | Mathieu Hermans (NED)    | Lotus-Festina       | 69 Points |
| 3 | Alfonso Gutiérrez (ESP)  | Paternina-Don Zoilo | 55 Points |

|   | Équipe   | Pays     | Temps            |
| - | -------- | -------- | ---------------- |
| 1 | Banesto  | Espagne  | 64 h 54 min 21 s |
| 2 | Clas     | Espagne  | + 45 s           |
| 3 | Postobón | Colombie | + 51 s           |